# Maury Wills
Maurice Morning Wills (ur. 2 października 1932, zm. 19 września 2022) – amerykański baseballista, który występował na pozycji łącznika przez 14 sezonów w Major League Baseball.

## Przebieg kariery
Wills podpisał kontrakt jako wolny agent w 1951 roku z Brooklyn Dodgers, jednak grał tylko w klubach farmerskich tego zespołu, po czym został oddany do Cincinnati Redlegs. W kwietniu 1959 podpisał kontrakt z Los Angeles Dodgers, w którym zadebiutował 6 czerwca 1959. W tym samym roku zagrał we wszystkich meczach World Series, w których Dodgers pokonali Chicago White Sox 4–2. W 1961 po raz pierwszy wystąpił w Meczu Gwiazd i po raz pierwszy otrzymał Złotą Rękawicę.
23 września 1962 w meczu przeciwko St. Louis Cardinals na Dodger Stadium pobił rekord Ty Cobba kradnąc bazę po raz 97. w jednym sezonie (ostatecznie w sezonie 1962 zaliczył ich 104). W tym samym sezonie został wybrany najbardziej wartościowym zawodnikiem All-Star Game i otrzymał nagrodę MVP National League. W 1963 wystąpił ponownie wystąpił we wszystkich meczach World Series, w których Dodgers pokonali New York Yankees 4–0.
W sezonie 1965 zwyciężył w World Series po raz trzeci w karierze. W grudniu 1967 w ramach wymiany zawodników przeszedł do Pittsburgh Pirates, w którym występował przez dwa lata. Grał jeszcze w Montreal Expos i ponownie w Los Angeles Dodgers. W późniejszym okresie był między innymi menadżerem Seattle Mariners na początku lat osiemdziesiątych XX wieku.

## Nagrody i wyróżnienia
| Nagroda/wyróżnienie         | Lata                                         | Źródło             |
| MVP National League         | 1962                                         | [ 8 ]              |
| 7× All-Star                 | 1961¹, 1961², 1962¹, 1962², 1963, 1965, 1966 | [ 3 ]              |
| All-Star Game MVP           | 1962                                         | [ 7 ]              |
| 2× Gold Glove Award         | 1961, 1962                                   | [ 5 ]              |
| 3× zwycięzca w World Series | 1959, 1963, 1965                             | [ 4 ] [ 9 ] [ 10 ] |